# Franse school (Eindhoven)
De Franse school was een onderwijsinstelling in de Nederlandse stad Eindhoven.
Deze school werd, in opdracht van het Eindhovense stadsbestuur, opgericht in 1795 door Hermanus Boex. De school had een overwegend katholieke signatuur. De school was sedert 1810 gevestigd op de hoek van de Markt en de Nieuwstraat. Dit was de Villa Boex, een gebouw in classicistische stijl, dat echter in 1956 werd afgebroken, om plaats te maken voor een nieuwe doorbraak ten gunste van de Hermanus Boexstraat, die in 1957 werd aangelegd.
Het betrof een kostschool voor leerlingen van welgestelden huize, die bekendheid verwierf in geheel Nederland. Naast Frans, schrijven en rekenen werd ook aandacht besteed aan muziekonderwijs. Er waren gemiddeld 80 à 100 leerlingen. Het spreken van de Franse taal was verplicht op deze school.
Boex werd in 1843 opgevolgd door Johannes Rutjens. De invoering van de Onderwijswet van 1857 leidde tot een herschikking van de schoolvakken. De school was sinds 1856 gevestigd aan de Rechtestraat als 'Institut de Jeunes Gens'. In 1864 nam Rutjens ontslag en werd de school, bij gebrek aan een opvolger, gesloten.